# Eliška Parchomenková-Weiglová
Eliška Parchomenková-Weiglová (31. ledna 1899 Praha – ?) byla česká knihovnice a překladatelka.

## Životopis
Její rodiče byli Julius Weigl (1872) a Anna Weiglová-Pavlíková (1871–1952), svatbu měli 8. 7. 1895. Dne 4. 5. 1924 se provdala za Pavla Parchomenka (1895 Kyjev), magistra farmacie.
Eliška studovala gymnázium v Kyjevě (1916). V Praze vystudovala Filozofickou fakultu Univerzity Karlovy, rigoróza zeměpis, české dějiny a filozofie (1928).
Pracovala jako knihovnice a překladatelka Slovanské knihovny v Praze. Přispívala do Časopisu čsl. knihovníků aj. odborných časopisů, spolupracovala na Novém velkém ilustrovaném slovníku naučném. Bydlela v Kolíně.

## Dílo
- Kartometrické studie na Müllerově mapě Čech – dizertační práce. Praha: Karlova Univerzita, 1928
- Co číst z literatur slovanských posledních let – radí G. N. Bakardžiev, Josef Bečka, Oton Berkopec, Krešimir Georgijević, O. Hajmanivśkyj, Julius Heidenreich, Jiří Horák, Tomáš Hryb, Karel Krejčí, Bohumil Mathesius, Rufina Papoušková, Vladimír Sís, Eliška Weiglová-Parchomenková; úvod Jiří Horák. Praha: František Borový, 1935